# Ogólny kryzys kapitalizmu
Ogólny kryzys kapitalizmu (ros. общий кризис капитализма) – pojęcie ekonomii marksistowskiej, które było szeroko wykorzystywane w propagandzie radzieckiej. 
Podstawy nauki ogólnego kryzysu kapitalizmu opracował Włodzimierz Lenin, który ujawnił jego źródła   i dostrzegł w nim „światowy kryzys rewolucyjny”. Według ideologów marksizmu-leninizmu kapitalizm cechują periodyczne kryzysy ekonomiczne, które są jego immanentną, organiczną wadą. Kryzys ogólny różni się od nich tym, że jest to wszechogarniający kryzys kapitalizmu jako systemu społecznego. Jest to wszechstronny kryzys całego światowego systemu kapitalistycznego obejmujący wszystkie strony kapitalizmu — zarówno ekonomikę, jak i politykę. Podstawą jego jest z jednej strony wzmagający się coraz bardziej rozkład światowego ekonomicznego systemu kapitalizmu, z drugiej zaś — wzrastająca potęga ekonomiczna krajów, które odpadły od systemu kapitalistycznego. Dalszymi przyczynami pogłębienia ogólnego kryzysu kapitalizmu — jak wskazywał Gieorgij Malenkow na XIX Zjeździe WKP(b) — jest kryzys systemu kolonialnego, wywołany ruchem narodowowyzwoleńczym krajów kolonialnych i zależnych oraz zaostrzająca się stale sprzeczność między imperialistyczną burżuazją a klasą robotniczą.